# Cosmocladium
Cosmocladium — рід одноклітинних харових водоростей родини Desmidiaceae.

## Поширення
Cosmocladium зустрічаються в кислих, оліготрофних, водних середовищах існування в Європі та Північній Америці з поодинокими записами в Азії та Новій Зеландії.

## Опис
Клітини з гладкими стінками, з неглибоким або глибоким серединним звуженням (перешийком), де стінки напівклітин перекриваються. Напівклітини від еліпсоїдної до подовжено-овальної в апікальному вигляді, з одним хлоропластом на півклітину, кожна з центральним піреноїдом. Ядро в перешийку між хлоропластами. Клітини в колоніях (або ниткоподібні); з'єднані або з'єднувальними нитками, виділеними спеціальною групою пор, або неповністю опущеними первинними стінками. Клітини часто мають широку слизову оболонку, що виділяється через розкидані пори клітинної стінки. Нестатеве розмноження шляхом поділу клітин, характерного для десмідій роду Cosmarium, і шляхом фрагментації колоній, які рідко мають більше 16 клітин. Кожна пара дочірніх клітин повинна утворювати між собою нові сполучні нитки; вони виробляються з базальних груп пор на кожній батьківській напівклітині (або з первинних стінок, що звільняються). При поділі клітини всередині колонії утворюються бічні гілки; з'єднувальні ланцюги розгалужених клітин сходяться в одній групі базальних пор у клітині головної осі, що вказує на те, що одна пора може сприяти утворенню більш ніж одного з'єднувального ланцюга. Статеве розмноження шляхом кон'югації відоме у двох видів (обидва з сполучними нитками з пор), але детальні дослідження не проводилися. Зигоспори кулясті з кількома короткими, міцними, гострими шипами.

## Види
Згідно з AlgaeBase існує вісів валідних видів:
- Cosmocladium carinthiacum Beck
- Cosmocladium constrictum (W.Archer) W.Archer ex Joshua
- Cosmocladium hitchcockii (Wolle) G.M.Smith
- Cosmocladium perissum J.Roy & Bisset
- Cosmocladium pulchellum Brébisson
- Cosmocladium saxonicum De Bary
- Cosmocladium subramosum Schmidle
- Cosmocladium tuberculatum Prescott